# ヤコブの梯子

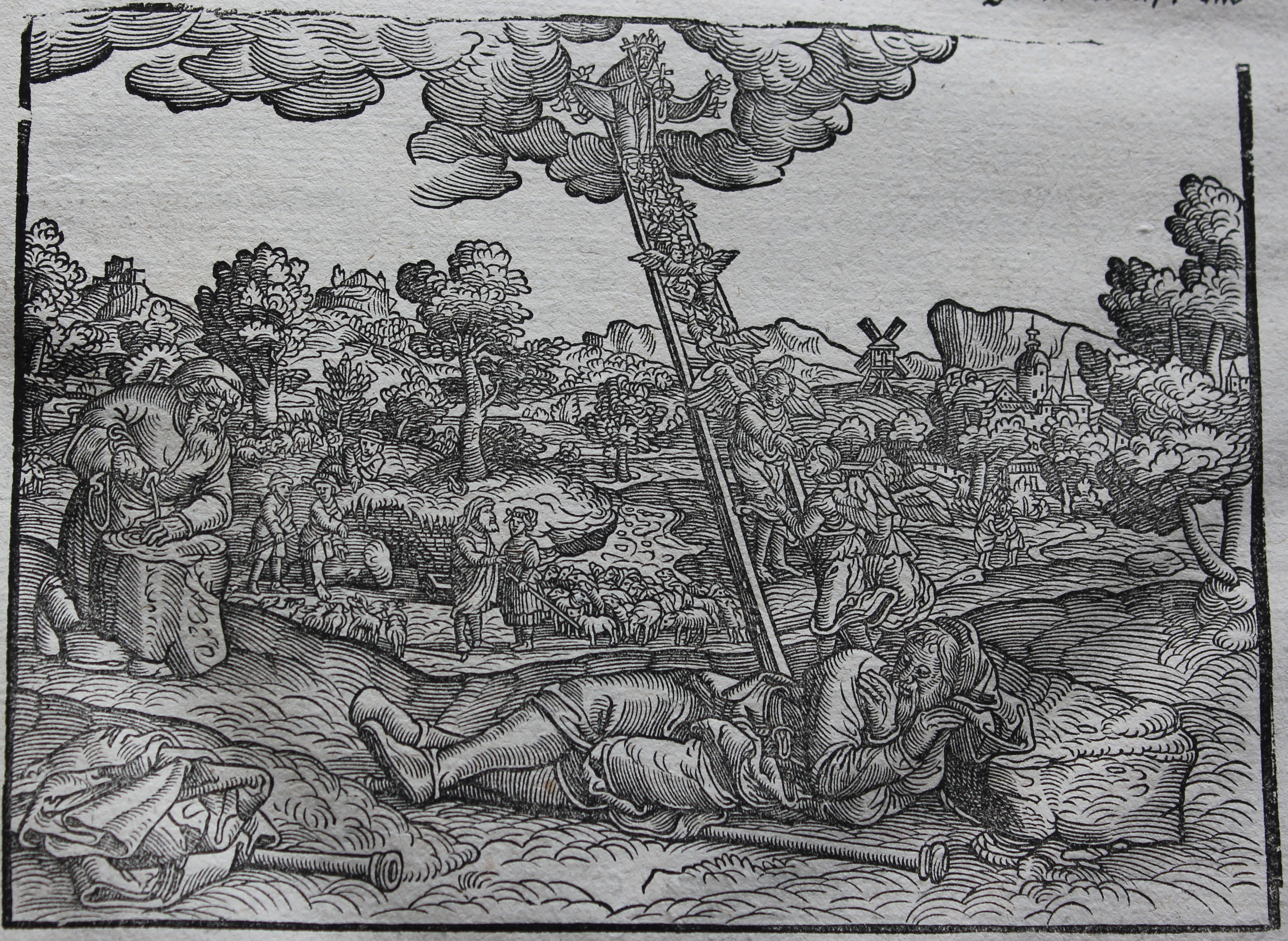
1534年と1545年のオリジナルのルター聖書に書かれたヤコブの梯子。

ヤコブの梯子（ヤコブのはしご、聖書ヘブライ語：סֻלָּם יַעֲקֹב, Sūllām Ya'aqōv）は、『旧約聖書』の「創世記」28章で族長のヤコブが兄エサウより逃れる際に夢に見た天国へと延びる梯子。
この夢の意味する事については議論があるが、多くの解釈がヤコブはアブラハムの宗教で理解されているように神によって選ばれた民の義務と継承を意味するとされている。
「ヤコブの夢」や「天使の梯子」といった名称も使われており、英語名称の「Jacob's Ladder」は天国への道を意味する。

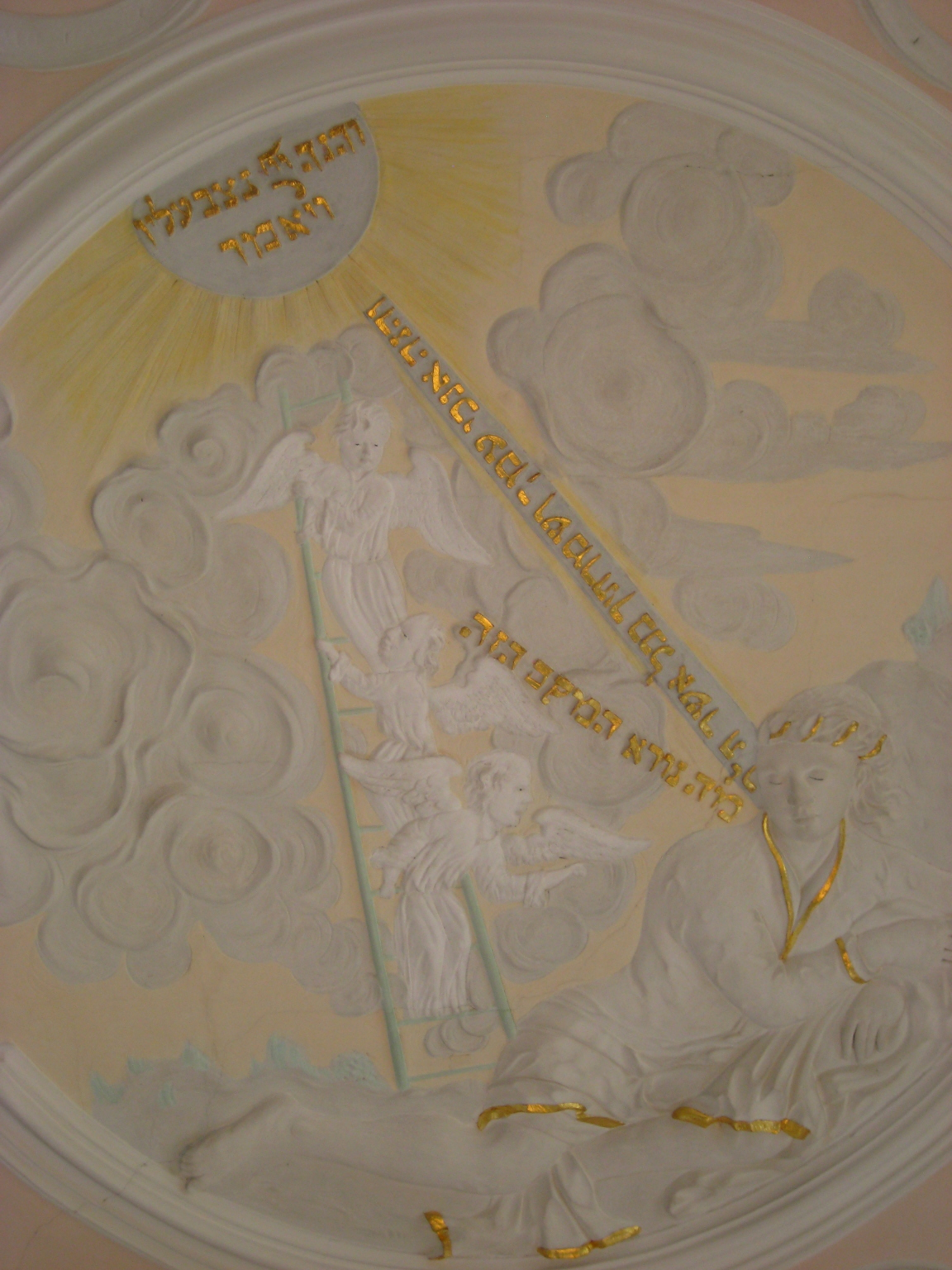
モーンハイム・タウンホールに描かれたヤコブの梯子。「And, behold, the LORD stood beside him, and said: 'And, behold, I am with thee, and will keep thee whithersoever thou goest'」という文章が書かれている。

## 聖書での物語
ヤコブの梯子の記述は「創世記」28章:10-19に見られる。

## ユダヤ教

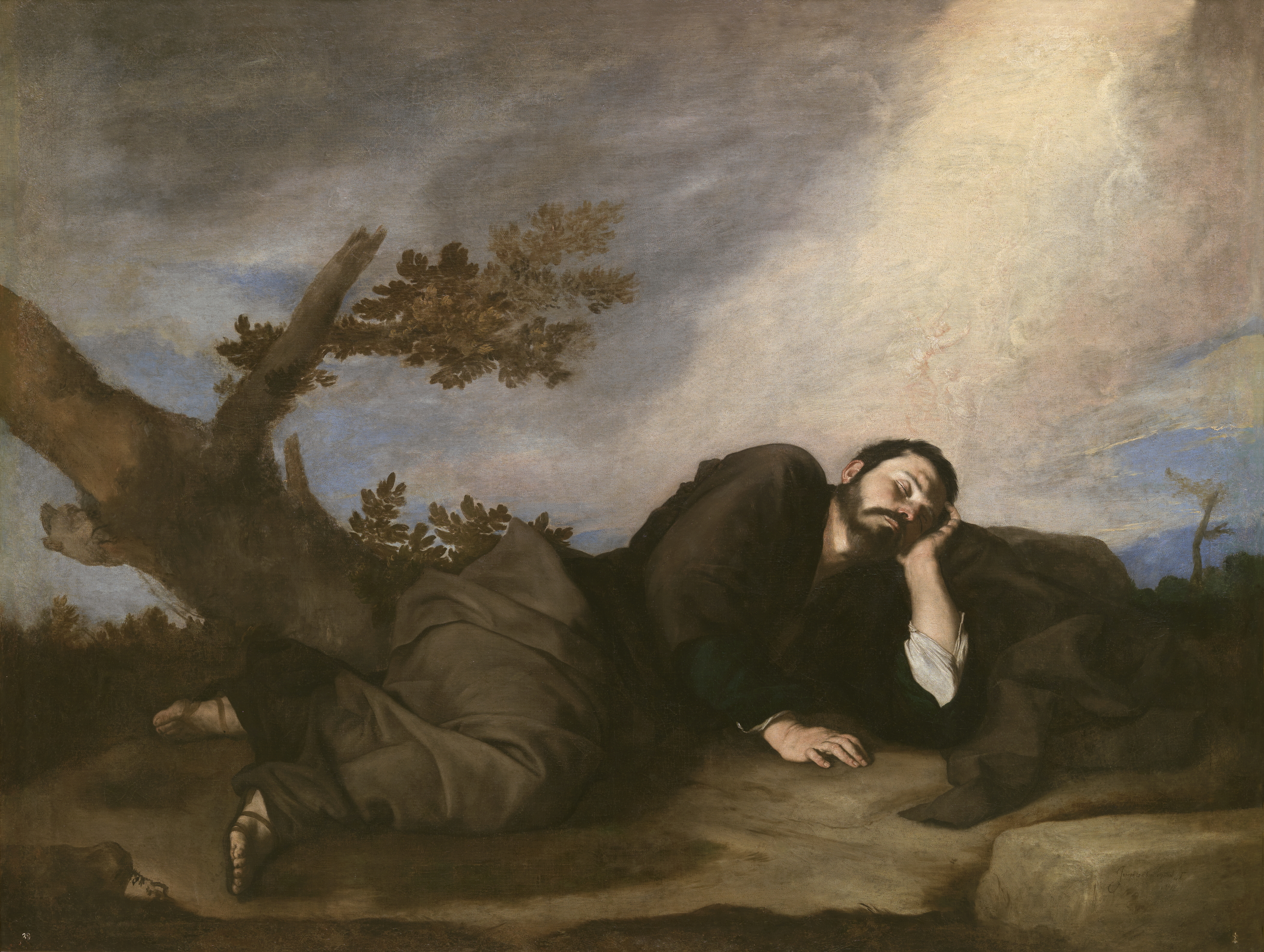
『ヤコブの夢 (1639)』ホセ・デ・リベーラ（プラド美術館、マドリード）

ヤコブの梯子について古典的なトーラーでは幾つかの解釈がなされている。 「創世記」ラバのミドラーシュによると、梯子はユダヤの民がメシアの到来まで流浪することを意味する。最初に、天使が70段「上り」、そして「下り」、70年間のバビロン捕囚を表した。次に天使はギリシャによる追放を示し、同様にペルシャによる追放を示すため梯子を上り、そして下りた。第四の天使のみがローマとエドム（守護者はエサウ自身）による最後の追放を示し、雲の中へ高く高く登っていった。ヤコブは子孫がエサウの支配から解放されることはないと恐れたが、神は終末にはエドムも倒れると断言した。
梯子のもう一つの解釈は天使たちがまず「上り」つぎに「下りた」という事実を鍵としている。ミドラーシュはヤコブは聖者であり、天使たちを常に伴っていたと説明している。ヤコブがカナン（後のイスラエルの地）の境まで来ると、聖地に割り当てられていた天使たちが天国へ戻り、他の地に割り当てられていた天使達がヤコブを迎えに下りてきた。ヤコブがカナンへと帰還すると、聖地に割り当てられている天使たちが出迎えた。
さらにもう一つの解釈は次のようになる。ヤコブが一夜を過ごした場所は実際にはモリヤ山であった。将来エルサレム神殿が建てられる場所であり、天と地をつなぐ「橋」であると考えられていた。したがって梯子は天と地をつなぐ「橋」を意味する。さらにこの梯子は天と地を繋がりとしてトーラーの授与を暗示している。この解釈では、ヘブライ語で梯子を意味するスラム(סלם) とトーラーが与えられたシナイ(סיני)のゲマトリア（文字の持つ数値）が同じであることも重要である。
ヘレニズム的ユダヤ教の哲学者アレクサンドリアのフィロンは、その著書"De somniis"で梯子についての寓意的解釈を提示している。そこで彼は4つの、相互に矛盾しない解釈を示している：
- 天使は魂が下る事と、肉体より上ることを示している（これをフィロンが転生の教義に最も明確に言及していると考えられている）
- 二つ目の解釈は、梯子は人間の魂で天使は神の"logoi"であり、苦難からその魂を掬い上げるため慈悲の降臨を行う。
- 三つ目の見方としては、夢は「実践者」の人生の浮き沈み（徳と罪）を表す。
- 最後は、天使は絶えず変化する人間の問題を表す。

ヤコブの梯子の物語は、エルサレム攻囲戦（70年）で第二神殿が破壊された直後から、偽典『ヤコブの梯子』の基礎として語られるようになった。この文書は、古代教会スラヴ語でのみ残っており、メルカバー神秘主義の文脈で族長の経験と解釈している。
エルサレムの北にあるイスラエル人入植地ベイトエルが見渡せる丘の上が、ヤコブが夢を見た場所だと信じられており、仮庵の祭りの期間中は観光地となる。

## キリスト教

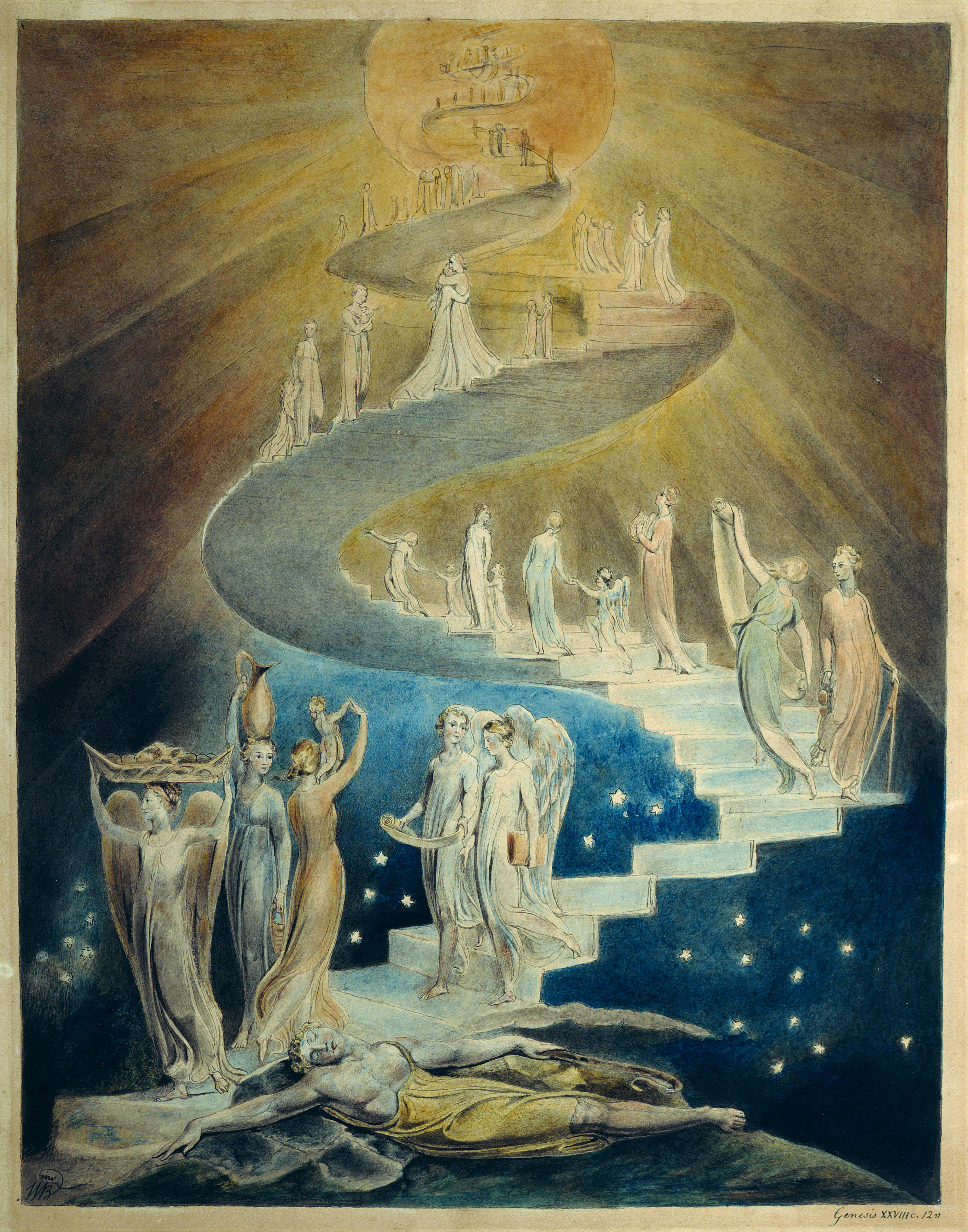
Jacob's Dream by ウィリアム・ブレイク (c. 1805, 大英博物館、ロンドン)

『新約聖書』「ヨハネによる福音書」1:51でイエスは「本当にはっきりとあなたに言う。これから先，あなた方は天が開けて，神のみ使いたちが人の子の上に上り下りするのを見るだろう」と言ったとされる。この発言はイエスが天と地の間の橋渡しする事を、神話上の梯子に関連付けて暗示するものと解釈されてきた。イエスは彼自身を実在する梯子と表しており、ヤコブが天と地の再会を夢で見たように、イエスはこの再会を、比喩的な梯子を現実にもたらす。19世紀初頭のメソジスト派の神学者で聖書学者であるアダム・クラークは次のように述べている：
天への梯子というテーマは、しばしば教父たちが用いている。エイレナイオスは教会は「神への上り梯子」であると記述している。
3世紀、オリゲネスはキリスト教徒の人生には二つの梯子があると説明している。地上で魂を上らせる禁欲主義という、結果として徳を高める梯子と、死後、神の光とともに天へと上る魂の旅であると。
4世紀、ナジアンゾスのグレゴリオスはヤコブの梯子を上ることを卓越性への連続的な段階と、梯子を修行の道と解釈した。 一方、ニュッサのグレゴリオスはモーゼがヤコブの梯子を上って天に至りそこで手づくられたものではない幕屋に入ったと、梯子に明確に神秘主義的な意味合いを与えている。禁欲的な解釈は金口イオアンもとっており、次のように書いている：
ヨアンネス・クリマコスの古典的著作『天国への階梯』により、ヤコブの梯子は精神的な禁欲主義のアナロジーとして幅広い影響を及ぼした。また同書にはヤコブの梯子のイコンも描かれており梯子の一段一段を、キリストが地上で生きた年数でたとえ、修道士が階段をのぼりながら天国の方向へ向かっていながら、悪魔によって地獄へと引き釣り降ろされている。ちなみに梯子をのぼったとされるモーセが十戒を授かったと伝わるシナイ山であるが、ヨアンネス・クリマコスはこのシナイ山の聖エカテリニ修道院の院長であった。
イギリスにあるバース寺院の西側正面ファサードには、梯子を上り下りする天使が窓の両側に描かれている。

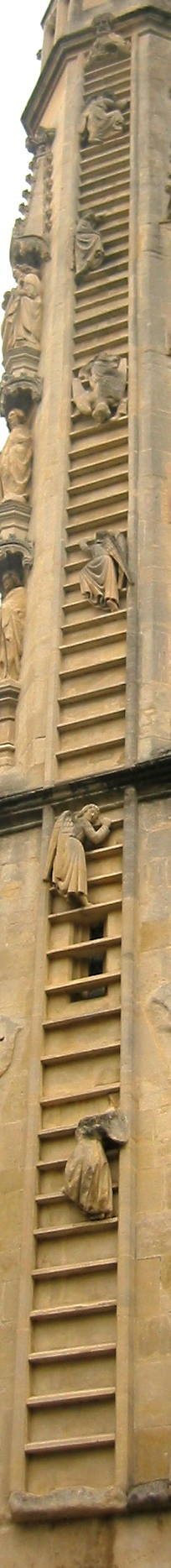
ヤコブの梯子を上る天使、バース寺院西側正面

## イスラム教
イスラム教では、ヤコブは預言者にして族長として崇敬されている。 ムスリムの学者はヤコブが幻視した梯子と、ムハンマドのミラージュでの出来事を並列に描いている。ヤコブの梯子はアッラーの数多くの象徴の一つと解釈されており、多くの人がヤコブの梯子を「まっすぐな道」に従うイスラム教の本質を表していると考えている。 20世紀の学者マーティン・リングスはイスラム神秘主義の観点から梯子の意味を説明している：